# Salsabila Khairunnisa
Salsabila Khairunnisa (Jakarta, 2003) is een Indonesische klimaatactiviste. Op vijftienjarige leeftijd was ze medeoprichter van de jongerenbeweging Jaga Rimba, die tot doel heeft ontbossing en exploitatie in Indonesië te bestrijden. In 2020 werd ze genoemd bij de BBC's 100 Women 2020, de lijst van BBC met 100 inspirerende en invloedrijke vrouwen van over de hele wereld.

## Biografie
Khairunnisa werd in 2003 in Jakarta geboren. Ze begon op 13-jarige leeftijd interesse te krijgen in milieuactivisme tijdens wandelingen in de buurt van haar ouderlijk huis in West-Java. In maart 2019 was ze op 15-jarige leeftijd medeoprichter van de jongerenorganisatie Jaga Rimba (Red het woud), die tot doel heeft ontbossing tegen te gaan en op te treden als pleitbezorger voor het milieu in Indonesië. Studenten die betrokken zijn bij Jaga Rimba zijn tussen de 14 en 22 jaar oud en nemen deel aan wekelijkse schoolstakingen, online petities, discussies en campagnes en geven workshops over natuurbehoud aan studenten.
Jaga Rimba is nauw verbonden met de gemeenschap van Laman Kinipan die in 2018 door een palmoliebedrijf uit hun dorp werd gezet. Het bedrijf PT Sawit Mandiri Lestari (SML) beweerde dat ze de rechten hadden om het land waarop de gemeenschap leefde te gebruiken om palmbomen te verbouwen. Ze verdreven de dorpelingen, wat resulteerde in hongersnood en gevolgen had voor de gemeenschap van orang-oetans die in het gebied woonden. Jaga Rimba voert campagne om ervoor te zorgen dat de inheemse bevolking van het Kinipan-woud, een van de laatste regenwouden van Borneo, hun land niet verliest.
Khairunnisa werd geïnspireerd door andere klimaatactivisten zoals de Zweedse Greta Thunberg en Mitzi Jonelle Tan op de Filippijnen. Jaga Rimba houdt studentencampagnes tegen ontbossing op het eiland Sumatra, in Kalimantan en de meest oostelijke regio van Indonesië, Papoea. Naast haar werk met Jaga Rimba was Khairunnisa een van de leiders van de schoolstaking voor het klimaat in Indonesië.